# Международная лига КВН
«Международная лига КВН» — одна из телевизионных лиг МС КВН. Была открыта в 2014-м году.
Игры Международной лиги КВН транслировались на телеканалах СТВ (сезоны 2014-2016, 2018, 2019), Беларусь 2 (сезон 2017), ОНТ (с сезона 2022). Сезоны 2020 и 2021 года не транслировались на белорусских телеканалах.
Редакторы лиги — Леонид Купридо (БГУ), Александр Комаровский («Лучшие друзья») и Павел Малахов («Доктор Хаусс»).

## История
Лига была учреждена в декабре 2013 года на ежегодном фестивале команд КВН «КиВиН-2014» в городе Сочи. Считается четвёртой по статусу лигой в Международном союзе КВН, однако в ней также играют команды Высшей лиги и Премьер-лиги, которым не нашлось места в сезоне.

## Ведущие
- Сезон 2014 — участники Высшей лиги КВН разных лет:
  - Максим Киселёв («Триод и диод») — первая и вторая 1/8 финала
  - Александр Волохов («СОК») — третья и четвёртая 1/8 финала
  - Артём Муратов («Союз») — первая и вторая 1/4 финала
  - Виталий Коломиец (БГУ) — третья и четвёртая 1/4 финала
  - Михаил Масленников («Триод и диод») — первый полуфинал
  - Дмитрий Бушуев («Вятка») — второй полуфинал
  - Георгий Гигашвили («Сборная Физтеха») — финал
- Сезоны 2015, 2016 и 2019 — Антон Мартыненко
- Сезон 2017 — Леонид Купридо (БГУ)
- Сезон 2018 — Дмитрий Леош («ИН!ЯЗ!»)
- Сезон 2020 — Максим Киселёв («Триод и Диод»)
- Сезон 2021 — Иван Палагин («Триод и Диод»)
- Сезон 2022 — Павел Малахов («Доктор Хаусс»)

## Чемпионы лиги
| Год  | Город              | Вуз/Организация           | Название                        | Дальнейшие достижения в КВН                                          |
| ---- | ------------------ | ------------------------- | ------------------------------- | -------------------------------------------------------------------- |
| 2014 | Армавир            | АГПУ                      | «Русская дорога»                | Чемпионы Высшей лиги (2020)                                          |
| 2015 | Тамбов             |                           | «Сборная настоящих мужиков»     | Приглашены в Первую лигу (2016) (не играли)                          |
| 2016 | Калининград        |                           | Сборная Калининградской области | Полуфинал Высшей лиги (2017)                                         |
| 2017 | Семибратово        |                           | «Шурочка»                       | Финал Премьер-лиги (2018)                                            |
| 2018 | Орёл               | ОГУ имени И. С. Тургенева | «Такая история»                 | Полуфинал Высшей лиги (2019)                                         |
| 2019 | Сургут Минск       | Минский тракторный завод  | «Северяне» «BELARUSЫ»           | Полуфинал Высшей лиги (2021, 2022) не попали ни в одну телелигу      |
| 2020 | Светлый Орёл       | ОГУ имени И. С. Тургенева | «Уже не дети» «Такая история»   | Четвертьфинал Высшей лиги (2021) не попали ни в одну телелигу        |
| 2021 | Владивосток Донецк |                           | «Красный лис» «Дуэт имени нет»  | Полуфинал Высшей лиги (2022, 2023) Четвертьфинал Премьер-лиги (2022) |
| 2022 | Омск Рязань        |                           | «На пределе» «Айседора Дункан»  | не попали ни в одну телелигу 1/8-я финала Первой лиги (2023)         |
| 2023 | Хабаровск          |                           | «Автодор»                       | Приглашены в Премьер-лигу (2024) (не играли)                         |
| 2024 | Улан-Удэ           |                           | «Дальневосточные ворота»        | 1/8-я финала Высшей лиги (2025)                                      |

- Четыре чемпиона Международной лиги — Сборная Калининградской области, «Такая история» (в 2018 году), «Уже не дети» и «Дальневосточные ворота» — попали сразу в сезон Высшей лиги следующего года, минуя остальные телевизионные лиги (по результатам фестивалей «КиВиН» в Сочи). Чемпионы сезона 2021 «Красный лис» обеспечили себе место в Высшей лиге 2022 ещё до финала, выиграв Кубок мэра Москвы.
- Три раза чемпион Международной лиги не был приглашён в последующем сезоне ни в одну из телелиг: «BELARUSЫ» в 2020-м, «Такая история» в 2021-м и «На пределе» в 2023-м. Ещё два раза команды были приглашены в телелигу, но не сыграли в ней — «Сборная настоящих мужиков» в 2016-м и «Автодор» в 2024-м.
- Команда «BELARUSЫ» — первая нероссийская команда, выигравшая Международную лигу.
- В сезонах 2020, 2021 и 2022 было сыграно два финала, в каждом из них определили по чемпиону.
- Команда «Такая история» — двукратный чемпион Международной лиги (2018 и 2020).

## Города в которых проводилась Международная лига
- 2014—2019:  Минск
- 2020—2021:   Смоленск
- 2022—н.в.:  Минск